# Воздвиженский сельсовет (Асекеевский район)
Воздвиженский сельсовет — сельское поселение в Асекеевском районе Оренбургской области Российской Федерации.
Административный центр — село Воздвиженка.

## История
9 марта 2005 года в соответствии с законом Оренбургской области № 1893/321-III-ОЗ образовано сельское поселение Воздвиженский сельсовет, установлены границы муниципального образования.

## Население
| 2010 | 2012 | 2013 | 2014 | 2015 | 2016 | 2017 |
| ---- | ---- | ---- | ---- | ---- | ---- | ---- |
| 549  | ↘513 | ↘486 | ↘451 | ↘442 | ↘430 | ↘414 |
| 2018 | 2019 | 2020 | 2021 |      |      |      |
| ↘407 | ↘400 | ↘390 | ↘369 |      |      |      |

## Состав сельского поселения
| № | Населённый пункт | Тип населённого пункта       | Население |
| - | ---------------- | ---------------------------- | --------- |
| 1 | Воздвиженка      | село, административный центр | 469       |
| 2 | Козловка         | деревня                      | 75        |
| 3 | Островок         | посёлок                      | 5         |